# 172932 Bachleitner
172932 Bachleitner è un asteroide della fascia principale. Scoperto nel 2005, presenta un'orbita caratterizzata da un semiasse maggiore pari a 2,5382954 UA e da un'eccentricità di 0,1224452, inclinata di 9,26012° rispetto all'eclittica.
L'asteroide è dedicato all'astronomo austriaco Hannes Bachleitner.